# Glenea excubitans
Glenea excubitans là một loài bọ cánh cứng trong họ Cerambycidae.